# هارولد جی استون
هارولد جی استون (انگلیسی: Harold J. Stone؛ ۳ مارس ۱۹۱۳ – ۱۸ نوامبر ۲۰۰۵) هنرپیشه اهل آمریکا بود.
از فیلم‌ها یا برنامه‌های تلویزیونی که وی در آن نقش داشته است می‌توان به اسپارتاکوس، مرد عوضی، هر چه سخت‌تر به زمین می‌خورند، دهان‌گشاد و شیفته دخترها اشاره کرد.